# Fraternitat Republicana
El 25 d'agost de 1903 els partits polítics republicans de Terrassa van crear una nova societat, anomenada Fraternitat Republicana, i poc més tard, el 12 d'octubre, van crear una societat anònima anomenada La Casa del Poble de Terrassa amb l'objectiu de comprar una casa que serviria com a lloc de reunió pels grups d'ideals republicans.

El 29 de novembre la societat Casa del Poble va cedir a La Fraternitat Republicana l'edifici del número 15 del carrer Cremat, una finca que havia estat propietat de l'antiga Casa Ventalló i havia acollit l'antic Cafè de la Unió. El més destacat de l'edifici era el seu magnífic patí i el seu gran saló d'actes.
La Fraternitat Republicana de Terrassa va encunyar dues monedes, una de llautó de 10 cèntims i una de cupro-níquel de pesseta, en principi d'ús intern, però quan va faltat numerari, també eren utilitzades al carrer. La seva mida era com la d'una moneda de dos euros però una mica més prima.